# 钻石号列车
钻石号是欧洲一班长途列车所使用的名称，由德国联邦铁路自1963年至1991年间开行，最初提供由德国联邦铁路VT08型柴联车担当的西德首都波恩至比利时安特卫普的客运服务，其后路线在多年来曾进行过多次变更，并先后使用过长途列车、全欧快车和城际列车等类别。其命名源自欧洲的钻石交易中心安特卫普。

## 全欧快车
1965年5月30日，钻石号升级至全欧快车类别，其德国联邦铁路VT08型柴联车被替换为原本运用于赫尔维蒂亚号上的德国联邦铁路VT11.5型柴联车，后者则改用由电力机车牵引的推挽式车厢。钻石号在德国境内的路线也作出调整，列车不再停靠波恩，而是改在多特蒙德始发及终到。以下为列车在1965年夏季的时刻表：
| TEE25次 | TEE25次 | 停靠站     | TEE26次 | TEE26次 |
| 里程    | 时刻    | 停靠站     | 时刻    | 里程    |
| ------- | ------- | ---------- | ------- | ------- |
| 0       | 16:35   | 多特蒙德   | 12:08   | 387     |
| 19      | 16:48   | 波鸿       | 11:53   | 368     |
| 34      | 17:00   | 埃森       | 11:41   | 353     |
| 54      | 17:18   | 杜伊斯堡   | 11:25   | 333     |
| 77      | 17:33   | 杜塞尔多夫 | 11:09   | 310     |
| 117     | 18:09   | 科隆       | 10:41   | 270     |
| 187     | 18:55   | 亚琛       | 09:56   | 200     |
| 242     | 19:53   | 列日       | 09:04   | 145     |
| 342     | 20:53   | 布鲁塞尔   | 08:04   | 45      |
| 387     | 21:30   | 安特卫普   | 07:27   | 0       |

1966年5月，在进入全欧快车时代仅一年后，列车在比利时境内的始发/终到站从安特卫普改至布鲁塞尔，钻石号就此与它命名灵感的来源地切断了联系。随着沿线电气化工程的推进，列车的运营线路也不断变更，有时最远可以东达汉诺威。1976年5月29日，钻石号撤出服务。其后又于1979年5月27日重新投入全欧快车运营，但已不再提供国际化的服务，而是接管了蓝龙胆号在汉堡至慕尼黑区间的运营任务，并仅在周一至周五开行。两年后，钻石号再次撤出服务。

## 城际列车
第三代的钻石号是搭载两舱级别的城际列车运营于汉堡经科隆至斯图加特之间，它于1988年5月29日至1991年6月1日开行。尽管主要是作为一个非国际化的服务，但钻石号也会在某些时期于周六延长运行至奥地利的因斯布鲁克，包括从1991年1月至5月期间。

## 脚註
1. ↑  Mertens & Malaspina 2007，第241頁.
2. ↑  UIC 1972，第20頁.
3. ↑  Goette 2008，第112頁.
4. ↑  Hajt 2001，第85頁.
5. ↑  Goette 2008，第113頁.
6. ↑  Mertens & Malaspina 2007，第179頁.
7. ↑  Mertens & Malaspina 2007，第240頁.
8. ↑  Cook 1976，第6頁.
9. ↑  Mertens & Malaspina 2007，第382頁.
10. ↑  Cook 1979，第6、68頁.
11. ↑  Cook 1991，第386、391、419頁.